# Гальчинцы
Гальчинцы (укр. Гальчинці) — село в Теофипольском районе Хмельницкой области Украины.
Население по переписи 2001 года составляло 712 человек. Почтовый индекс — 30637. Телефонный код — 3844. Занимает площадь 2,327 км². Код КОАТУУ — 6824782001.

## Известные уроженцы
- Чайковский, Михаил Станиславович — участник польского восстания 1830 года, офицер турецкой армии, воевавший против России.
- Баюк, Пётр Ксенофонтович — Герой Советского Союза (16.10.1943).

## Местный совет
30637, Хмельницкая обл., Теофипольский р-н, с. Гальчинцы, ул. Советская